# Nuzonia
Nuzonia is een geslacht van kevers uit de familie bladkevers (Chrysomelidae).
De wetenschappelijke naam van het geslacht werd in 1912 gepubliceerd door Spaeth.

## Soorten
- Nuzonia amazonica Borowiec, 2000
- Nuzonia atromaculata Borowiec, 2000
- Nuzonia brevicornis Borowiec, 1998
- Nuzonia ibaguensis Spaeth, 1912
- Nuzonia marginepunctata Borowiec, 2000